# Cohabitatge

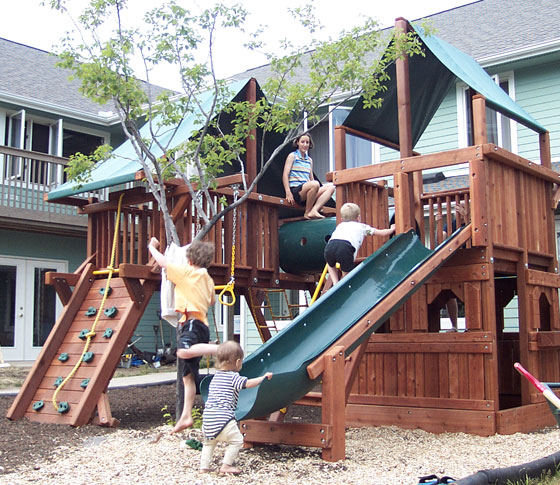
Pati del cohabitatge al costal de la Casa Comuna

Cohabitatge (conegut majoritàriament pel terme anglès cohousing), és una comunitat de cases privades agrupades al voltant d'un espai compartit. Cada casa familiar, independent o adossada a una altra, té les comoditats tradicionals, incloent una cuina privada. Dels espais compartits típicament destaca una casa comuna, que pot incloure una cuina gran i àrea de menjador, bugaderia, i espais recreatius. L'espai exterior compartit pot incloure aparcament, passatges per caminar, espais oberts i jardins. El veïnatge també comparteix altres recursos com eines de bricolatge i de jardí o vehicles.
Els i les habitants del cohabitatge tenen ingressos independents i vides privades, però organitzen activitats col·laborativament i comparteixen espais. Tot i que l'estructura legal depèn de cada comunitat i varia també d'un país a un altre, una fórmula molt estesa és la Cooperativa d'habitatge. Les activitats de la comunitat inclouen àpats compartits, reunions, i dies de treball. Els veïns es reuneixen per festes, jocs, veure pel·lícules o d'altres esdeveniments.
El cohabitatge facilita la interacció entre veïns i proporciona beneficis socials i pràctics a més de beneficis econòmics i mediambientals.

## Característiques comunes
Relacions
Els veïns i les veïnes es comprometen a formar part d'una comunitat per un benefici mutu i per a tothom. El cohabitatge cultiva la cultura de compartir i tenir cura. Les característiques del disseny així com la mida del barri (típicament 20-40 cases) promouen la interacció freqüent i les relacions properes.
Intimitat i Comunitat
Els recintes de cohabitatge estan dissenyats per la privacitat així com per la comunitat. Els i les residents estableixen l'equilibri entre intimitat i comunitat escollint el seu propi nivell de compromís.
Participació
La presa de decisions es fa de manera participativa i sovint basada en el consens. L'autogestió empodera als i les residents, construeix comunitat, i estalvia diners.
Valors Compartits
Les comunitats de cohabitatge donen suport als seus residents mitjançant valors compartits i normalment adopten formes de viure amb enfocaments ecològics i sostenibles.

## Orígens
La teoria moderna del cohabitatge es va originar a Dinamarca als 1960s entre grups de famílies que estaven descontentes amb el tipus d'allotjament i que sentien que de la manera que vivien no s'abordaven les seves necessitats. El 1967 Bodil Graae va escriure un article al diari que va titular "Els nens haurien de tenir cent pares," esperonant un grup de 50 famílies a organitzar-se al voltant d'un projecte comunitari. Aquest grup va desenvolupar el projecte de cohabitatge Sættedammen, que és la comunitat moderna de cohabitatge més antiga del món. Un altre organitzador clau va ser Jan Gudmand Høyer que es va inspirar en els seus estudis d'arquitectura a Harvard i la seva interacció amb comunitats experimentals dels EUA d'aquella època.
El terme danès bofællesskab (comunitat de vida) va ser traduït a Amèrica del Nord com cohousing per dos arquitectes americans, Kathryn McCamant i Charles Durrett, que van visitar diverses comunitats cohousing i van escriure un llibre sobre això. El llibre va tenir ressò en algunes comunitats existents, com Sharingwood a l'estat de Washington i N-Street a Califòrnia, que van abraçar el concepte de cohousing com a cristal·lització del que ja eren. Encara que la majoria de grups de cohousing busquen desenvolupar comunitats multi-generacionals, alguns se centren en crear comunitats sèniors. Charles Durrett més tard va escriure un manual sobre com crear un cohabitatge sénior. La primera comunitat dels Estats Units dissenyada, construïda i ocupada específicament com cohabitatge és Muir Commons a Davis, Califòrnia. Els arquitectes, Kathryn McCamant i Charles Durrett van ser els responsables del projecte i del disseny del lloc, la casa comuna i les cases privades.
Hi ha precedents de cohabitatges als 1920s a Nova York amb els apartaments d'allotjament cooperatiu, amb instal·lacions i recursos compartits i bona interacció social. Un altre exemple són els Siheyuan a la Xina tenen un pati compartit i són en certa manera similars en alguns aspectes al cohabitatge.

## Creixement
Les comunitats de cohabitatge són part de la nova economia cooperativa dels Estats Units i es pronostica que s'expandiran ràpidament en les pròximes dècades, en aquest moment que tant els individus com les famílies busquen de viure més sosteniblement, i en comunitat amb veïns i veïnes. Des que la primera comunitat de cohabitatge es va completar als EUA – Muir Commons a Davis, Califòrnia, ara celebrant 25 anys – més de 160 comunitats han estat establertes en 25 estats més el Districte de Colúmbia, amb més de 125 en procés. La majoria de comunitats són intergeneracionals, tant amb nens com amb gent gran; en aquests darrers anys, els sènior cohousing, enfocats en les necessitats de la gent gran han crescut. A Canadà, hi ha 11 comunitats ja completades, i aproximadament 19 en la conformació o fase de desenvolupament. Aquestes comunitats sovint són respectuoses amb l'entorn i socialment sostenibles.
A Dinamarca existeixen centenars de comunitats de cohabitatge així com a d'altres països d'Europa del nord. Hi ha més de 300 comunitats de cohabitatge als Països Baixos (73 intergeneracionals i 231 sènior), i aproximadament 60 més en planificació o en fase de construcció.
Al Regne Unit el cohousing va començar a desenvolupar-se a finals dels 1990s. El moviment gradualment s'ha construint i ara hi ha 14 propostes de comunitats de cohabitatge per construir. Els grups 40+ estan desenvolupant nous projectes i s'estan formant grups nous contínuament. Les comunitats de cohabitatge del Regne Unit solen tenir entre 8 i 30 cases, la majoria són comunitats mixtes amb persones soles, parelles i famílies però algunes són només per persones de més de 50 i una és només per dones per més de 50 anys. Les pròpies comunitats varien entre desenvolupaments nous construïts amb els moderns estàndards ecològics i reconversions de granges i edificis d'antics hospitals, i poden estar en un entorn urbà, rural o semi- rural.

## Disseny
Com cada comunitat de cohabitatge es planifica en el seu context, una característica clau d'aquest model és la seva flexibilitat per assumir les necessitats i valors dels seus residents i les característiques del lloc. Un cohabitatge pot ser urbà, suburbà o rural. La forma física és típicament compacta però varia des de blocs d'apartaments a habitatges unifamiliars agrupats. Tendeixen a mantenir els cotxes a la perifèria, el que promou caminar a través de la comunitat i la interacció entre veïns i veïnes així com la seguretat de la canalla en els jocs al carrer. L'espai verd compartit és una altra característica, sigui per jardineria, jocs, o en llocs de reunió. Quan es disposa més terreny que el que es necessita per les construccions, aquestes normalment s'agrupen de manera que es deixa lliure el màxim espai possible per l'ús compartit.

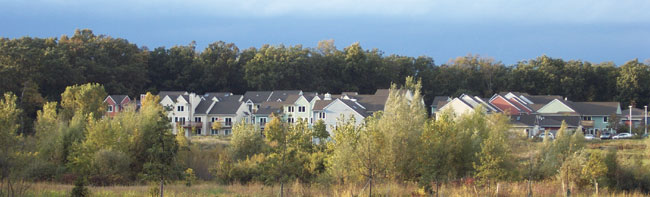
La comunitat Sunward Cohousing il·lustra la preservació de l'espai verd amb els allotjaments agrupats, i l'aparcament a la perifèria, Ann Arbor, Michigan, 2003

Al cohousing els i les residents no tenen una economia compartida ni un conjunt comú de creences o religió, però en comptes d'això inverteixen en crear una comunitat socialment rica i interconnectada. És comú que la gestió d'aquestes comunitats es basi en una estructura no jeràrquica que empra un model de presa de decisions per consens. Els individus agafen rols protagonistes, i assumeixen responsabilitats individualment com pot ser coordinar un jardí o organitzar una reunió.

## Forma de propietat
Les comunitats de cohabitatge típicament tenen una de les tres formes legals existents de propietat: propietat privada amb àrees comunes en propietat de l'associació de residents; condomini i cooperatives d'habitatge.
La propietat de condomini és la més comuna perquè s'ajusta als models de les institucions financeres i de registre públic de propietat per a estructures d'habitatge amb múltiples propietaris. Les institucions financeres atorguen crèdits més fàcilment en esquemes de propietat privada o condominial que en copropietat. El cohabitatge difereix dels desenvolupaments de condominis tradicionals o subdivisions condominiales en què el desenvolupament està dissenyat per, o amb considerable aportació dels seus futurs residents. El procés de disseny invariablement emfatitza conscientment les relacions socials entre les persones residents. Les instal·lacions comunitàries estan basades en les necessitats reals dels i de les residents, més que en les idees del desenvolupador pensant en fer atractiva la seva venda. L'especulació immobiliària en el cohabitatge és típicament molt baixa, i usualment existeixen llistes d'espera d'unitats disponibles.

## Situació a l'Estat espanyol
Les primeres iniciatives de comunitats de cohabitatge a Catalunya són molt més recents, de fa només uns deu o quinze anys. Entre les pioneres i que ja estan en funcionament a Catalunya hi ha La Muralleta, a Santa Oliva (Baix Penedès), la cooperativa es va constituir al 2001, des del 2012 estan construïdes les setze habitatges de la primera fase i actualment està en marxa la segona fase que consta de sis habitatges més i la finalització de les instal·lacions comunes. Altres projectes reeixits són La Borda a Can Batlló Torrent Viu al barri de Sarrià, ambdós a la ciutat de Barcelona.
A Espanya una comunitat ja consolidada és el centre Trabensol, a Torremocha del Jarama (Madrid), va començar el 2002 com a resposta al problema de persones jubilades que volien envellir sense dependre de la família i està en funcionament des de 2013. Més recentment, el febrer de 2016, es va inaugurar el Centro Residencial Convivir, a Horcajo de Santiago (Conca).
Recentment estan apareixent moltes iniciatives relacionades amb el cohabitatge (cohousing), ja sigui amb la creació de noves comunitats, empreses i cooperatives que pretenen donar servei a aquesta demanda, com la cooperativa Sostre Cívic, o projectes de recerca per estudiar el fenomen, com és el projecte MOVICOMA, i o de mapejar les comunitats tenint en compte la fase del procés en la que es troben.

## Cohabitatge sènior
Com a resposta a la necessitat de connexió i participació activa, s’han desenvolupat comunitats de cohabitatge sènior amb l’objectiu d’agrupar persones al voltant de valors compartits. Tot i que el cohabitatge va ser concebut inicialment com a model per a comunitats multigeneracionals, en els darrers anys ha emergit un moviment orientat a la creació de comunitats específicament adreçades a persones en etapes avançades del cicle vital. El cohabitatge sènior ofereix modalitats residencials que posen èmfasi en l’experiència de l’envelliment, tot reconeixent-ne tant els aspectes enriquidors com els reptes associats. En el marc del cohabitatge multigeneracional, aquestes qüestions sovint queden difuminades entre altres dimensions rellevants de la vida familiar, com ara la criança dels infants o la participació en el mercat laboral.
A més de proporcionar espais per abordar qüestions pròpies de l’envelliment, les comunitats de cohabitatge sènior promouen una percepció col·lectiva del procés d’envellir. En aquestes comunitats, es genera la sensació que totes les persones comparteixen aquest procés, la qual cosa afavoreix sentiments de seguretat i de cura mútua.
El primer cohabitatge sènior de l'estat és can 70, sota la cooperativa ja mencionada de Sostre Cívic.